# Mark McNally
Mark McNally (Fazakerley, 20 luglio 1989) è un dirigente sportivo, ex ciclista su strada e pistard britannico.

## Palmarès

### Strada
- 2011 (An Post-Sean Kelly Team, una vittoria)

Classifica generale Mi-août en Bretagne
- 2012 (An Post-Sean Kelly Team, una vittoria)

Grote Prijs Beeckman-De Caluwé
- 2015 (Madison Genesis, una vittoria)

Grand Prix Lucien Van Impe

#### Altri successi
- 2009 (Halfords)

Classifica giovani An Post Rás
- 2014 (An Post-Chain Reaction)

Classifica scalatori Tour of Britain
- 2017 (Wanty-Groupe Gobert)

Classifica sprint Tour of Britain

### Pista
- 2007

Campionati europei, Inseguimento a squadre Junior (con Adam Blythe, Peter Kennaugh e Luke Rowe)
- 2008

Campionati europei, Inseguimento a squadre Under-23 (con Steven Burke, Peter Kennaugh e Andrew Tennant)

## Piazzamenti

### Classiche monumento
- Giro delle Fiandre

2017: 71º
2018: ritirato
- Parigi-Roubaix

2017: ritirato
- Liegi-Bastogne-Liegi

2016: ritirato

### Competizioni mondiali
- Campionati del mondo su strada

Spa-Francorchamps 2006 - In linea Junior: 94º

### Competizioni europee
- Campionati europei su pista

Cottbus 2007 - Inseguimento a squadre Junior: vincitore
Pruszków 2008 - Inseguimento a squadre Under-23: vincitore
Pruszków 2008 - Scratch Under-23: 35º
- Campionati europei su strada

Sofia 2007 - In linea Junior: 5º